# Кубок африканських чемпіонів 1994
Кубок африканських чемпіонів 1994 — розіграш турніру, що проходив під егідою КАФ. Матчі проходили з квітня по 17 грудня 1994 року. Турнір проходив за олімпійською системою, команди грали по два матчі. Усього брали участь 38 команд. Чемпіонський титул уперше здобув туніський клуб «Есперанс» з міста Туніс.

## Кваліфікація

### Попередній раунд
| Команда 1    | Заг.  | Команда 2            | 1-й матч | 2-й матч |
| ------------ | ----- | -------------------- | -------- | -------- |
| Мебрат Гейл  | 5:4   | Кійову               | 3:2      | 2:2      |
| Майті Баролл | т. п. | Семассі              | —        | —        |
| СКЛ Ганнерз  | 5:3   | Чіф Сантос           | 2:0      | 3:3      |
| Сен-П'єрруаз | 6:2   | Мбабане Шеллоуз      | 4:0      | 2:2      |
| Сонадер      | 2:0   | Академіка (Еспаргуш) | 2:0      | 0:0      |
| Постел 2000  | 0:3   | Тампет Мокаф         | 0:1      | 0:2      |

Примітки
1. ↑  «Майті Баролл» знявся з турніру.

### Перший раунд
| Команда 1              | Заг.           | Команда 2                | 1-й матч | 2-й матч |
| ---------------------- | -------------- | ------------------------ | -------- | -------- |
| Калум Стар             | 1:3            | Тампет Мокаф             | 1:0      | 0:3      |
| Аль-Меррейх (Омдурман) | 0:2            | Сімба (Дар-ес-Салам)     | 0:1      | 0:1      |
| Арсенал (Масеру)       | 1:5            | Мамелоді Сандаунз        | 0:1      | 1:4      |
| Кошта да Сул           | 4:3            | Сен-П'єрруаз             | 2:0      | 2:3      |
| Іст Енд Лайонс         | 2:2 (пен. 2:3) | Стад Мальєн              | 2:0      | 0:2      |
| Есперанс (Туніс)       | 8:2            | Етуаль Філант (Уагадугу) | 5:0      | 3:2      |
| Файр Бріджад           | 2:3            | БТМ Антананариву         | 1:1      | 1:2      |
| Гор Магіа              | 3:3 (ч)        | Мебрат Гейл              | 2:0      | 1:3      |
| Івуаньянву Нейшнл      | 6:1            | Зумунта                  | 3:0      | 3:1      |
| Оран                   | 4:2            | Сонадер                  | 4:0      | 0:2      |
| Нкана Ред Девілз       | т. п.          | Гайлендерс               | —        | —        |
| Петру Атлетіку         | 1:2            | Согара                   | 0:0      | 1:2      |
| Расінг (Бафусан)       | т. п.          | Драгонс (Порто-Ново)     | —        | —        |
| Віта (Кіншаса)         | 6:1            | СКЛ Ганнерз              | 5:0      | 1:1      |
| Відад                  | 6:3            | Семассі                  | 6:1      | 0:2      |
| Замалек                | т. п.          | Експресс                 | —        | —        |

Примітки
1. 1 2 3  Команди Беніну, Зімбабве та Уганди бути дискваліфіковані тому, що їх федерації мали борг перед КАФ.

### Другий раунд
| Команда 1            | Заг.    | Команда 2         | 1-й матч | 2-й матч |
| -------------------- | ------- | ----------------- | -------- | -------- |
| Кошта да Сул         | 1:2     | Нкана Ред Девілз  | 1:0      | 0:2      |
| Гор Магіа            | 2:3     | Замалек           | 1:1      | 1:2      |
| Івуаньянву Нейшнл    | 4:4 (ч) | Расінг (Бафусан)  | 1:2      | 3:2      |
| Оран                 | 10:4    | Тампет Мокаф      | 7:4      | 3:0      |
| Сімба (Дар-ес-Салам) | 1:0     | БТМ Антананариву  | 1:0      | 0:0      |
| Стад Мальєн          | 0:4     | Есперанс (Туніс)  | 0:1      | 0:3      |
| Віта (Кіншаса)       | 4:4 (ч) | Мамелоді Сандаунз | 2:1      | 2:3      |
| Відад                | 0:3     | Согара            | 0:1      | 0:2      |

## Плей-оф

### Чвертьфінал
| Команда 1        | Заг.  | Команда 2            | 1-й матч | 2-й матч |
| ---------------- | ----- | -------------------- | -------- | -------- |
| Замалек          | 3:2   | Согара               | 1:0      | 2:2      |
| Віта (Кіншаса)   | т. п. | Оран                 | —        | —        |
| Нкана Ред Девілз | 4:3   | Сімба (Дар-ес-Салам) | 4:1      | 0:2      |
| Есперанс (Туніс) | 4:1   | Івуаньянву Нейшнл    | 3:0      | 1:1      |

Примітки
1. ↑  «Віта» (Кіншаса) знявся з турніру.

### Півфінал
| Команда 1        | Заг. | Команда 2        | 1-й матч | 2-й матч |
| ---------------- | ---- | ---------------- | -------- | -------- |
| Есперанс (Туніс) | 5:3  | Оран             | 3:1      | 2:2      |
| Замалек          | 2:1  | Нкана Ред Девілз | 2:0      | 0:1      |

### Фінал
| 4 грудня 1994 |

| Замалек | 0:0      | Есперанс (Туніс) |
| ------- | -------- | ---------------- |
|         | Протокол |                  |

| Міжнародний стадіон, Каїр Арбітр: Омер Єнго (Республіка Конго) |

| 7 грудня 1994 |

| Есперанс (Туніс)                           | 3:1      | Замалек   |
| ------------------------------------------ | -------- | --------- |
| Берхісса 16', 62' Алі Бен Неджі 52' (пен.) | Протокол | Нссар 87' |

| «Олімпік ель-Мензах», Туніс Арбітр: Лім Кі Чон (Маврикій) |

| Чемпіон Кубка африканських чемпіонів 1994 [[Файл:Flag of Tunisia.svg\|border\|border\|100px\|Туніс]] Есперанс (Туніс) (-й титул) |